# Catharina van Bronckhorst-Batenburg-Steyn

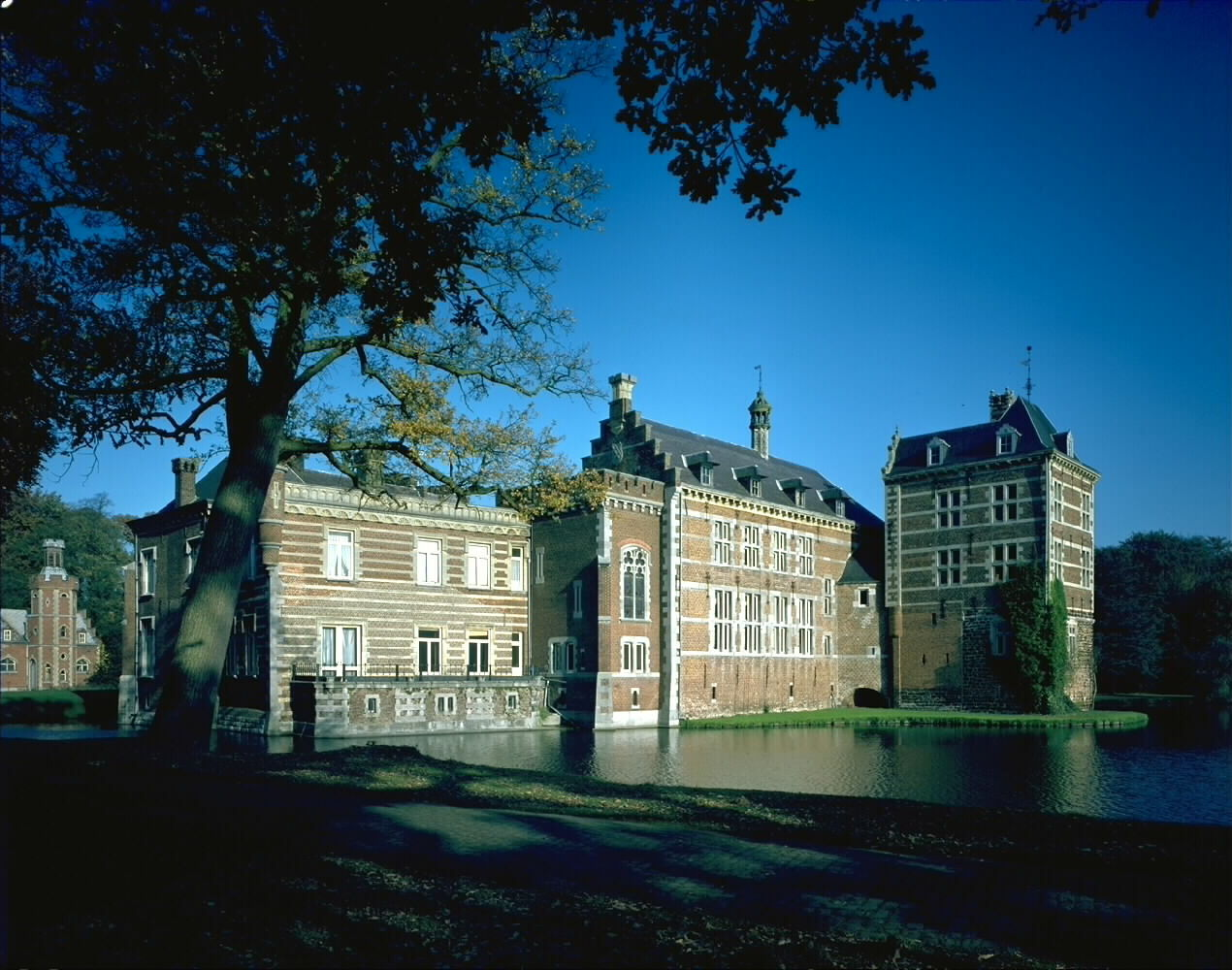
Kasteel Vogelsanck

Catharina van Bronckhorst-Batenburg-Steyn (29 december 1524 – Breda, 22 september 1605) was een edelvrouw die het calvinisme verspreidde in het graafschap Loon aan het begin van de Opstand in de Nederlanden.

## Leven
Ze was een dochter van van de Gelderse edelman Herman van Bronkhorst en Petronella van Praet. Na haar huwelijk in 1553 met Joris van Elter en de dood van haar vader in 1556 bekende ze zich, onder invloed van haar moeder, begin jaren 1560 tot het calvinisme. Ze woonde op de heerlijkheid Vogelsanck nabij Hasselt.
Na het overlijden van Joris van Elter in 1565 kwam het domein in handen van Catharina, wellicht door de huwelijkse voorwaarden. Begin 1567 viel Hasselt in handen van de calvinisten en werd er een Beeldenstorm gehouden. Na twee maanden onderhandelden ze een capitulatie aan de troepen van prins-bisschop Gerard van Groesbeek. Ze kregen vrije aftocht en werden opgevangen in Zonhoven op het territorium van Catharina van Bronckhorst. Daar en op haar kasteel onderhield ze ook verscheidene protestantse predikanten, die met haar toestemming actief waren in de dorpen van haar heerlijkheid. Voorts nam ze de beeldenstormers en rebellen in bescherming, onder meer door zich juridisch te verzetten tegen hun vervolging. Dit zorgde ervoor dat landvoogdes Margaretha van Parma zich met haar ging bezighouden, hoewel ze geen gezag had in het prinsbisdom Luik.
In het najaar van 1567 liet de prins-bisschop arrestaties verrichten op Vogelsanck. De edelvrouw beschuldigde hem van landvredebreuk en eiste dat de berechting aan haar zou worden overgelaten, aangezien ze de hoge justitie had. Daarop lijkt niet te zijn ingegaan. Meer zelfs, in 1569 deed Groesbeek een nieuwe inval en pakte hij behalve mensen ook vee mee. Dit was de start van een reeks processen, niet alleen over de staatsrechtelijke positie van Catharina's domeinen, maar ook over de eeuwenoude grensgeschillen tussen Hasselt en Zonhoven. In 1578 werd het pleit in haar nadeel beslecht. Zij was ondertussen hertrouwd met Dirk Vercken, de latere burgemeester van Aken, maar had de moed verloren door de dood van haar enige zoon. Het volgende jaar werd ze opgevolgd door haar schoonzoon Ico van In- en Kniphausen, die kon verkrijgen dat Vogelsanck als vrije baronie werd erkend. Catharina verdween van het toneel en overleed te Breda op 80-jarige leeftijd.

## Familie
Catharina trouwde op 16 juli 1553 met Joris van Elter, heer van Vogelsanck, drost van Loon, zoon van Jan III van Elter en Johanna van Cotereau. Het was het tweede huwelijk voor Joris van Elter. Joris en Catharina kregen een dochter en een zoon:
- Anna Maria van Elter (1554-1600), erfvrouwe van Elteren en Bastenaken (Bastogne) van Luxemburg en van Vogelsang in het land van Loon. Zij trouwde met Ico van In- en Kniphausen, heer van Nienoord (12 juni 1555 - 1 december 1604), zoon van Tiddo von Inn- Und Kniphausen (1500-1564) en Eva van Rennenberg (1518-1579).
- Herman van Elter, die in 1578 stierf zonder nakomelingen.

Rond 1570 hertrouwde Catharina met Dirk Vercken.